# Абиетат кобальта(II)
Абиетат кобальта(II) — органическое соединение, соль кобальта и абиетиновой кислоты с формулой Co(C19H29COO)2, тёмно-коричневое твёрдое вещество.

## Получение
Реакция водного раствора абиетата натрия и растворимой соли кобальта:
{\displaystyle {\mathsf {Co(NO_{3})_{2}+2NaC_{19}H_{29}COO\ {\xrightarrow {}}\ Co(C_{19}H_{29}COO)_{2}+2NaNO_{3}}}}
полученный абиетат кобальта экстрагируют ксилолом.

## Физические свойства
Абиетат кобальта(II) образует тёмно-коричневое твёрдое вещество,
растворяется в органических растворителях и маслах.

## Применение
- Сиккатив для масляных красок и лаков.
- Катализатор жидкофазного окисления углеводородов.
- Катализатор распада пероксидных инициаторов полимеризации.